# نبرد علیه هزاره‌های سلطان مسعود
نبرد علیه هزاره‌های سلطان مسعود جنگی در سال ۱۵۰۵ میلادی علیه هزاره‌های سلطان مسعودی یکی از چهار قبیلهٔ بزرگ هزاره‌ بود. قرار گفته‌های بابر در بابرنامه، هزاره‌های سلطان مسعود در کنار هزاره‌های روستا، لاچین و قرلق بزرگ‌ترین قبایل مردمان هزاره به‌شمار می‌رود. این قبیله توسط بابر قلع و قمع شد و در زمان عبدالرحمن خان کاملاً نابود شدند طوریکه امروزه هیچ اثری از آنها باقی نمانده است.
پس از فتح کابل، بابر مالیاتی سنگینی بالای اسب‌ها و گوسفندان هزاره‌های سلطان مسعود وضع کرد و مأمورین خود را برای دریافت آن فرستاد. با این حال، مالیات‌بگیران دست خالی برگشتند و هزاره‌ها از پرداخت مالیات خودداری کردند چون هنوز بابر را به عنوان حاکم قانونی خود به رسمیت نمی‌شناختند. در واکنش به این پاسخ، بابر تصمیم گرفت آنها را که در ولایت میدان وردک غافلگیر نماید.
بابر به منظور غافلگیری بر آنها وارد دره میدان شد و با پیشروی در میدان شهر، شب گذرگاه ولسوالی نرخ را پاکسازی کرد و در صبح روز بعد، در گذرگاه شاتو بر هزاره‌ها افتاد و آنها را تارومار نمود. سپس مالیات از آنها بگرفت و از جاده سنگ سوراخ به کابل بازگشت.